# تپه چغا میر حسن
تپه چغا میر حسن مربوط به مس وسنگ قدیم و میانی است و در شهرستان اسلام‌آباد غرب، بخش مرکزی، دهستان حسن‌آباد، ضلع جنوبی روستای شوان کارا واقع شده و این اثر در تاریخ ۱۴ اسفند ۱۳۸۵ با شمارهٔ ثبت ۱۷۸۳۲ به‌عنوان یکی از آثار ملی ایران به ثبت رسیده است.